# 抱きしめて (アルバム)
『抱きしめて』（だきしめて）は、SIONの10枚目のオリジナル・アルバム。1995年11月22日発売。発売元はBAIDIS（テイチク）。

## 解説
初のセルフプロデュース作品。
6thシングル『ようよう』と同時発売。

## リリース変遷
2004年6月23日に再発売され、2008年8月27日に紙ジャケット・リマスタリング仕様で再発売された（現在は廃盤）。

## 収録曲
作詞・作曲：SION　編曲（M-5・9除く）：松田文
1. 悲しいのは (6:18)
2. 抱きしめて (5:15)
3. カラカラ天気 (4:01)
4. よう よう (5:44)
  - 6thシングル。
5. 金魚 (3:17)
6. どっかに行きたくなったら (6:10)
7. 赤んぼからじいちゃんまで (3:08)
  - 6thシングル『ようよう』のカップリング曲。
8. ボロ列車 (6:38)
9. 30年 (4:51)
  - レコーディングでニューヨークに渡航の際、飛行機で隣の席に座っていたおじさんの話をもとに歌にしたという。ベスト・アルバム『SION TWIN VERY BEST COLLECTION』にライブバージョンが収録されている。
10. 帰り道 (3:42)

## 参加ミュージシャン
- SION：ボーカル、ハーモニカ、アコースティック・ギター
- 松田文：エレクトリック・ギター、アコースティック・ギター、スライドギター
- 早川岳晴：エレクトリックベース、アコースティックベース
- 細海魚：キーボード、ピアノ、アコーディオン
- 三沢泉：パーカッション
- 小島徹也：ドラム